# Gargaphia albescens
Gargaphia albescens är en insektsart som beskrevs av Drake 1917. Gargaphia albescens ingår i släktet Gargaphia och familjen nätskinnbaggar. Inga underarter finns listade i Catalogue of Life.